# Gigliola Cinquetti
Gigliola Cinquetti (Verona, 20 december 1947) is een Italiaanse zangeres.

## Carrière
Nadat ze in het najaar van 1963 al het Festival di Castrocaro had gewonnen met het liedje Le strade di notte, won Cinquetti op 16-jarige leeftijd samen met Patricia Carli het San Remo-Festival 1964 met Non ho l'età. In die tijd plaatste de winnaar zich daarmee voor het Eurovisiesongfestival, waar ze twee maanden later in Kopenhagen namens Italië aantrad. Ze was tot dan toe de jongste songfestivaldeelnemer ooit. Cinquetti haalde de eerste overwinning voor Italië binnen, met bijna drie keer zoveel punten als de nummer twee, tot op heden een unicum dat met het huidige puntensysteem waarschijnlijk nooit meer zal worden geëvenaard. Na het songfestival groeide Non ho l'età uit tot een groot succes in de Europese hitparades. Cinquetti nam het lied ook op in ander talen, waaronder het Spaans, het Duits en het Japans.
Aan de zijde van Domenico Modugno won ze twee jaar later opnieuw het San Remo-Festival. Het gebeurde vaker dat een duo won en slechts een van hen naar het songfestival ging. Modugno werd uitverkoren, waarmee Gigliola zich een blamage bespaarde, want het lied eindigde als laatste.
Tien jaar na haar songfestivaloverwinning keerde Cinquetti in 1974 terug naar het Eurovisiesongfestival. Ze werd door omroep RAI intern geselecteerd om Italië te vertegenwoordigen met het lied Sì. Dat de RAI hiermee een gewaagde keuze had gemaakt, werd duidelijk toen de inzending voorafgaand aan het songfestival betrokken raakte bij een politieke controverse in Italië zelf. Er zou een referendum worden gehouden over het terugdraaien van een in 1970 ingevoerde wet, die het recht op echtscheidingen mogelijk had gemaakt. De campagne voor dit referendum was in de periode van het songfestival in volle gang, en viel samen met de media-aandacht voor Cinquetti's songfestivallied. Ook al had de tekst ervan feitelijk niets met het referendum te maken, het woord sì (ja) kwam er toch herhaaldelijk in voorbij. Gevreesd werd dat de campagne hierdoor beïnvloed zou worden en het lied als een stemadvies zou worden opgevat. De RAI nam hierop de radicale beslissing om zijn eigen inzending te boycotten; het lied werd zowel op televisie als op de radio volledig genegeerd, en de uitzending van het songfestival werd in Italië zelfs een maand uitgesteld, tot na het referendum. Cinquetti slaagde er niet in om het songfestival opnieuw te winnen, maar eindigde wel op de tweede plaats, met zes punten achterstand op het winnende Waterloo van ABBA. Met dit resultaat is Cinquetti een van de vijf artiesten uit de geschiedenis van het songfestival die zowel op de eerste als de tweede plaats zijn geëindigd.
Haar Engelstalige vertaling van Sì, getiteld Go, haalde in het Verenigd Koninkrijk een plaats in de top 10.
Na de songfestivaloverwinning van Toto Cutugno in 1990 presenteerde Gigliola samen met genoemde Toto het Eurovisiesongfestival 1991 in Rome. Het feit dat noch Cinquetti, noch Cutugno een basisniveau Engels had, leidde tot een rommelige presentatie. Later presenteerde zij diverse programma's op de Italiaanse televisie.
In Turijn zong ze tijdens de stemming van de finale van het Eurovisiesongfestival 2022 haar winnende lied uit 1964.

## Discografie

### Singles
- 1964 Non ho l'età
- 1964 Il primo bacio che darò
- 1965 Ho bisogno di vederti
- 1966 Dio, come ti amo
- 1967 La Rosa nera
- 1968 Sera
- 1968 Giuseppe in Pennsylvania
- 1968 Quelli erano giorni
- 1969 La pioggia
- 1969 Il treno dell'amore
- 1970 Romantico blues
- 1971 Rose nel buio
- 1971 Amarti e poi morire
- 1971 La domenica andando alla Messa
- 1972 Canta bambino
- 1972 Gira l'amore
- 1972 Je suis timide
- 1972 E qui comando io
- 1973 La spagnola
- 1973 Mistero
- 1974 Alle porte del sole (Auf der Straße der Sonne)
- 1974 Sì (Ja)
- 1974 Si on voulait
- 1974 ...man spricht nicht von Liebe
- 1975 Bravo
- 1976 Aufwiederseh'n amore
- 1976 La primavera
- 1976 Di chi sarò, di chi sarai
- 1976 Unser Sommer der Liebe
- 1977 Un momento fa
- 1977 Western
- 1978 Ma chi l'avrà inventato quest'uomo
- 1985 Chiamalo amore
- 1987 Una donna distante
- 1989 Ciao
- 1992 La poésie d'une femme
- 1995 Giovane vecchio cuore

| Single met eventuele hitnotering(en) in de Nederlandse Top 40 | Datum van verschijnen | Datum van binnenkomst | Hoogste positie | Aantal weken | Opmerkingen |
| ------------------------------------------------------------- | --------------------- | --------------------- | --------------- | ------------ | ----------- |
| Tijd voor Teenagers Top 10                                    |                       |                       |                 |              |             |
| Non ho l'età                                                  | 1964                  | 4-4-1964              | 2               | 13           |             |

## Deelnames aan Festival van San Remo
- 1964: Non ho l'età (Per amarti) - samen met Patricia Carli
- 1965: Ho bisogno di vederti - samen met Connie Francis
- 1966: Dio, come ti amo - samen met Domenico Modugno
- 1968: Sera - samen met Giuliana Valci
- 1969: La pioggia - samen met France Gall
- 1970: Romantico blues - samen met Bobby Solo
- 1971: Rose nel buio - samen met Ray Conniff
- 1972: Gira l'amore (Caro bebè)
- 1973: Mistero
- 1985: Chiamalo amore
- 1989: Ciao
- 1995: Giovane vecchio cuore - geschreven door Giorgio Faletti

## Deelnames aan het Eurovisiesongfestival
- 1964: Non ho l'étà
- 1974: Sì